# Rectorite
La rectorite, ou allevardite, est un minéral de la famille des argiles. C’est un minéral monoclinique constitué d’une interstratification régulière de deux phyllosilicates, le mica et la smectite. Il a été découvert près de Allevard en Isère. Parfois qualifié de papier, liège ou cuir de montagne, il a l’aspect d’un vieux papier ou chiffon de couleur verte, grise ou brune.

## Formule chimique
(Na,Ca)Al4(Si,Al)8O20(OH)4 · 2 H2O